# Альберт Гаттерсон
Альберт Лавджой Гаттерсон (англ. Albert Lovejoy Gutterson; нар. 23 серпня 1887 — пом. 7 квітня 1965) — американський легкоатлет, який спеціалізувався в стрибках у довжину.

## Із життєпису
Олімпійський чемпіон зі стрибків у довжину (1912).
Посів друге місце у стрибках у довжину на олімпійських відбіркових змаганнях США (1912). Призових місць у стрибках у довжину на чемпіонатах США не посідав.
По закінченні спортивної кар'єри працював інженером.

## Визнання
На честь спортсмена названа крита арена «Гаттерсон Філдхаус» у Берлінгтоні (штат Вермонт, США) (1963).